# Decio Molignoni
Decio Molignoni (* 31. Dezember 1915 in Brez, Trentino; † 21. Februar 2005 in Bozen) war ein italienischer Politiker in Südtirol und Resistenza-Kämpfer.

## Leben
Molignoni wurde 1915 im Dorf Brez im Nonstal geboren. Sein Vater, ein sozialistischer Irredentist und Bekannter Cesare Battistis, starb während des Ersten Weltkriegs im österreichischen Internierungslager Katzenau. Seine Mutter war Volksschullehrerin mit deutlich antifaschistischer Überzeugung. In den 30er Jahren absolvierte Molignoni ein Lehramtsstudium in Turin und arbeitete anschließend als Lehrer in Bozen, Trient und Mezzocorona. Ab 1943 war er aktives Mitglied der Resistenza gegen die deutschen Besatzer in der Operationszone Alpenvorland. Im Mai 1945 erlitt er einen schweren Motorradunfall, in dessen Folge ihm ein Bein amputiert werden musste. In der Nachkriegszeit übersiedelte Molignoni endgültig nach Bozen, wo er zum Schuldirektor und später Schulinspektor aufstieg und sich vergeblich für die Gründung zweisprachiger Schulen einsetzte. Daneben war er Gründer und langjähriger Direktor der Bozner Sektion der Società Dante Alighieri.
Im Jahr 1952 wurde Molignoni für den gerade erst gegründeten Partito Socialista Democratico Italiano in den Regionalrat Trentino-Südtirol und damit gleichzeitig in den Südtiroler Landtag gewählt, denen er – mit Unterbrechung zwischen 1962 und 1964 sowie zwischen 1967 und 1973 aufgrund seiner Kandidaturen bei den italienischen Parlamentswahlen – bis 1983 angehörte. In den 60er Jahren war er an den Verhandlungen zwischen dem österreichischen Außenminister Bruno Kreisky und dem italienischen Außenminister Giuseppe Saragat über die Ausarbeitung des Südtirol-Pakets beteiligt. Von 1965 bis 1967 (Kabinett Magnago II) und von 1979 bis 1984 (Kabinett Magnago V) diente er als Landesrat in der Südtiroler Landesregierung, von 1961 bis 1962 und von 1974 bis 1984 war er Mitglied der Regionalregierung Trentino-Südtirol. Von 1966 bis 1967 und von 1976 bis 1978 fungierte er als Landtagspräsident; in den Jahren 1952–1954, 1965–1966 und 1974–1976 war er Landtagsvizepräsident. Von 1985 an war er Mitglied des Bozner Gemeinderats und Stadtrat für Finanzen. 1988 beendete Molignoni seine politische Karriere, blieb jedoch weiterhin in zahlreichen Vereinen wie dem Club Alpino Italiano und der Associazione Nazionale Partigiani d’Italia aktiv.